# Souimanga à dos vert
Cinnyris jugularis
Espèce
Statut de conservation UICN

 LC  : Préoccupation mineure
Le Souimanga à dos vert (Cinnyris jugularis), également appelé souimanga à gorge bleue, est une espèce de passereaux de la famille des nectariniidés.

## Description
C'est un petit oiseau de 12 cm de longueur au plus. Chez le mâle et la femelle, le ventre est d'un jaune voyant, le dos vert olive, beaucoup plus discret. Chez le mâle, le front, le cou et la partie supérieure du ventre est d'un bleu foncé métallique.

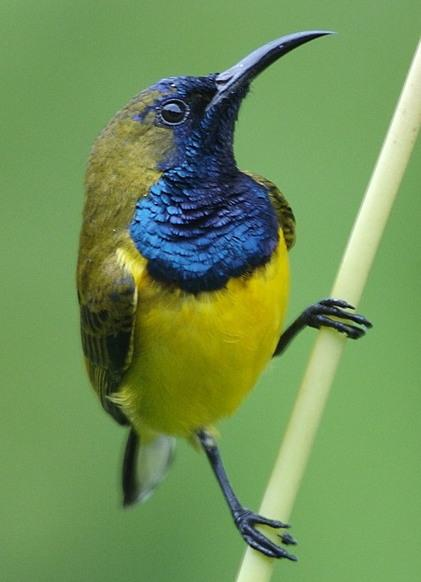
Mâle
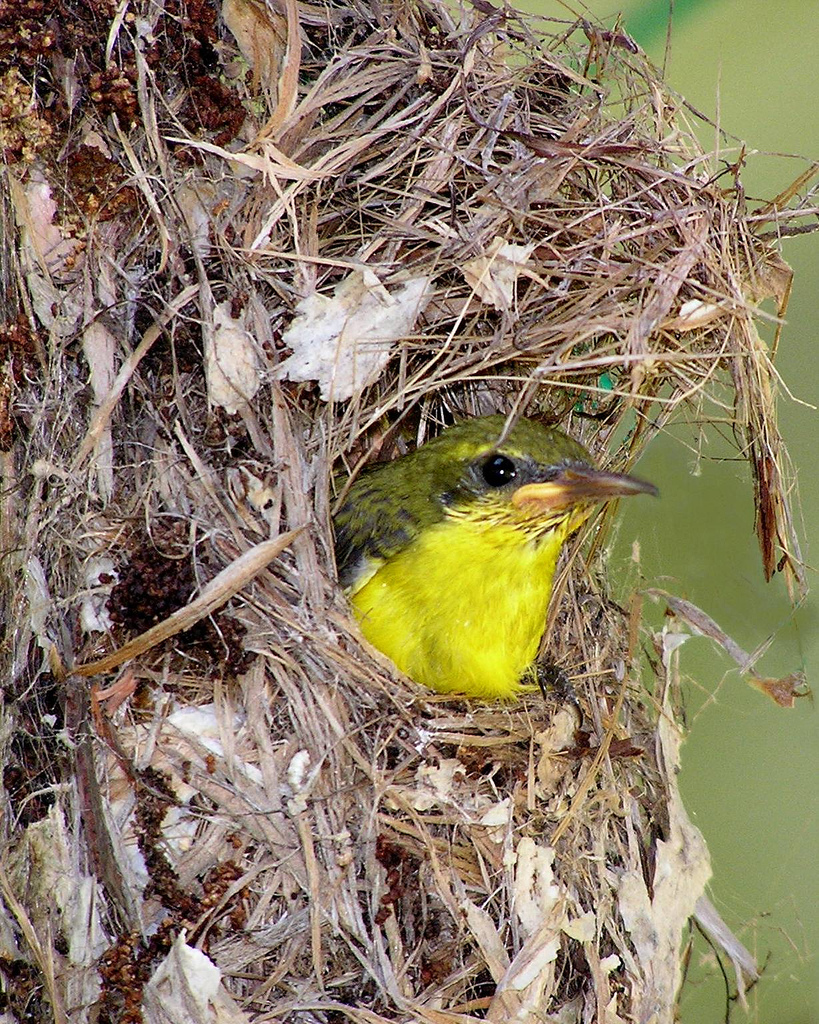
Femelle dans son nid
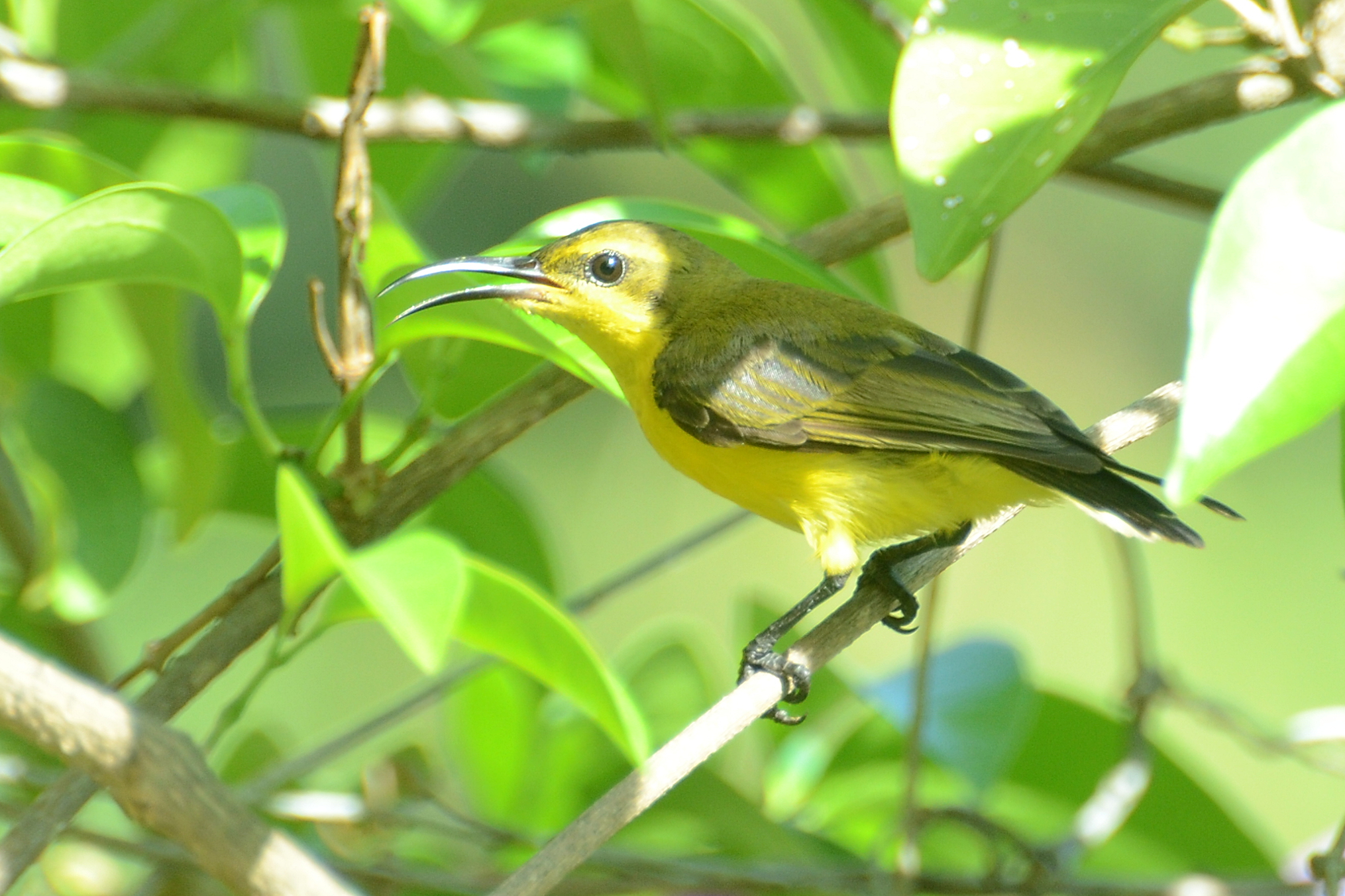
Femelle

## Distribution et habitat
Le souimanga à dos vert est commun depuis le sud de la Chine jusqu'aux Philippines, et de la Malaisie jusqu'au nord-est de l'Australie.
Oiseau originaire de la mangrove, il s'est bien adapté au contact avec les humains et il n'hésite pas à nicher en ville.

## Alimentation
Les souimangas se nourrissent essentiellement de nectar mais ils peuvent aussi se nourrir d'insectes, surtout lorsqu'ils sont jeunes. Leurs ailes, courtes, leur permettent d'avoir un vol rapide en ligne droite. Ils peuvent se nourrir de nectar en vol, comme les oiseaux mouches mais généralement ils préfèrent se percher.

## Reproduction

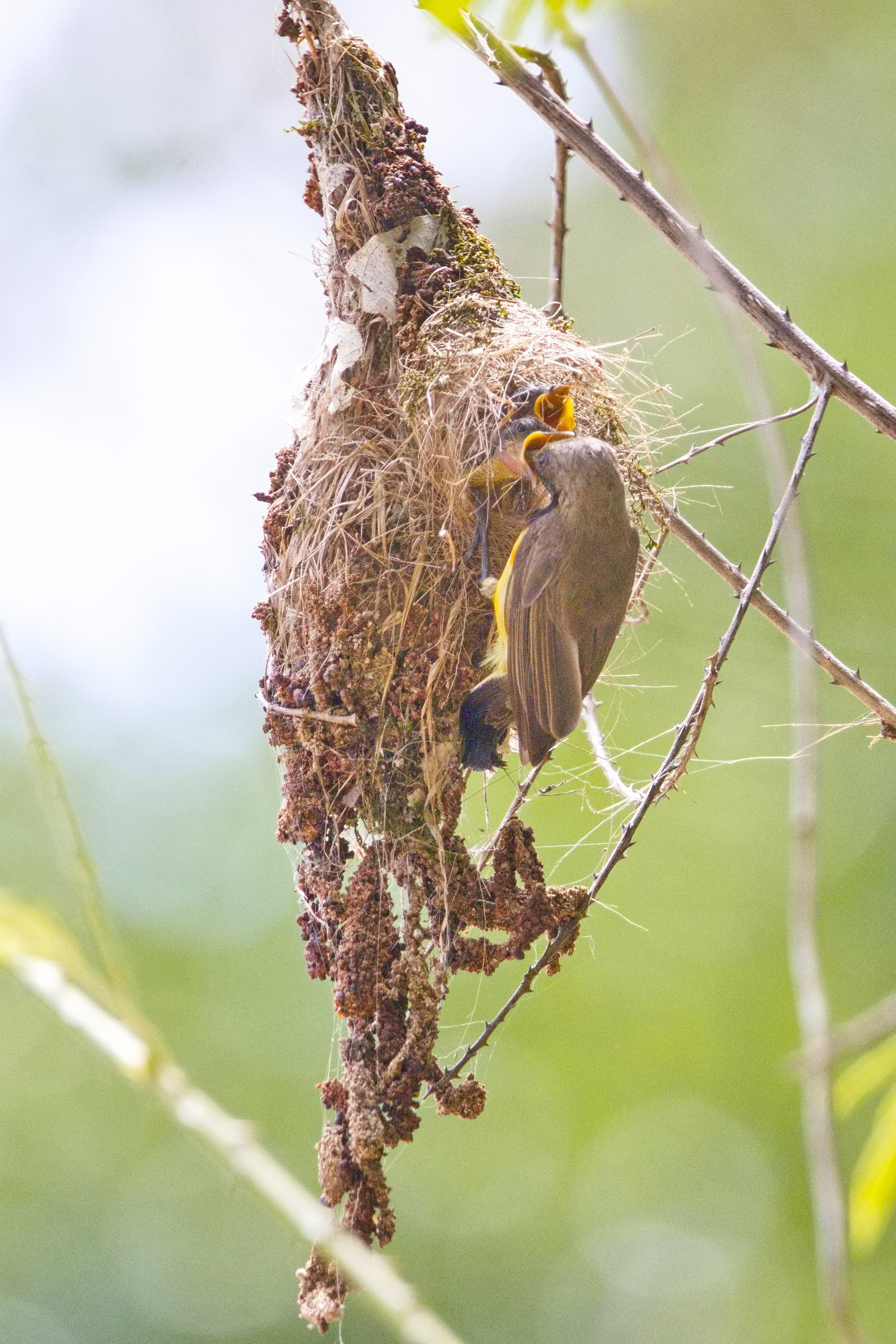
Nid suspendu du Souimanga à dos vert, Parc national de Kaeng Krachan, Thaïlande

Ils sont généralement monogames. La reproduction a lieu d'avril a août dans un nid suspendu. La femelle pond deux œufs qu'elle couve seule. Le mâle participe à la nourriture des petits.

## Origine du nom
L'ornithologue français René Lesson identifie cette espèce d'oiseaux (Cinnyris jugularis clementiae) en 1827 et lui donne le prénom de sa femme, Marie Clémence Lesson.